# Shelly Beach (strand i Australien, New South Wales, Clarence Valley)
Shelly Beach är en strand i Australien. Den ligger i kommunen Clarence Valley och delstaten New South Wales, i den sydöstra delen av landet, omkring 520 kilometer nordost om delstatshuvudstaden Sydney.
Genomsnittlig årsnederbörd är 1 541 millimeter. Den regnigaste månaden är januari, med i genomsnitt 241 mm nederbörd, och den torraste är oktober, med 28 mm nederbörd.